# Campeonato Argentino de Futebol de 1922 (AAmF)
O Campeonato Argentino de Futebol de 1922 da Asociación Amateurs de Football foi o trigésimo oitavo torneio da Primeira Divisão do futebol argentino e o quarto organizado por essa entidade dissidente. O certame foi disputado em dois turnos de todos contra todos, entre 9 de abril de 1922 e 15 de julho de 1923. O Independiente conquistou o seu primeiro título de campeão argentino.

## Classificação final
| Pos | Equipes                     | Pts | J  | V  | E  | D  | GM | GS | SG  |
| --- | --------------------------- | --- | -- | -- | -- | -- | -- | -- | --- |
| 1.  | Independiente               | 65  | 40 | 30 | 5  | 5  | 97 | 27 | +70 |
| 2.  | River Plate                 | 61  | 40 | 25 | 11 | 4  | 58 | 18 | +40 |
| 3.  | San Lorenzo                 | 60  | 40 | 24 | 12 | 4  | 65 | 25 | +40 |
| 4.  | Racing Club                 | 57  | 40 | 23 | 11 | 6  | 65 | 30 | +35 |
| 5.  | Gimnasia y Esgrima La Plata | 53  | 40 | 22 | 9  | 9  | 52 | 30 | +22 |
| 6.  | Platense                    | 52  | 40 | 20 | 12 | 8  | 56 | 30 | +26 |
| 7.  | Vélez Sarsfield             | 42  | 40 | 16 | 10 | 14 | 47 | 43 | +4  |
| 7.  | Banfield                    | 42  | 40 | 18 | 6  | 16 | 52 | 55 | -3  |
| 9.  | Tigre                       | 41  | 40 | 15 | 11 | 14 | 50 | 45 | +5  |
| 10. | Atlanta                     | 39  | 40 | 14 | 11 | 15 | 42 | 40 | +2  |
| 11. | San Isidro                  | 35  | 40 | 12 | 11 | 17 | 46 | 51 | -5  |
| 11. | Ferro Carril Oeste          | 35  | 40 | 15 | 5  | 20 | 43 | 53 | -10 |
| 13. | Estudiantil Porteño         | 34  | 40 | 14 | 6  | 20 | 43 | 53 | -10 |
| 13. | Sportivo Almagro            | 34  | 40 | 12 | 10 | 18 | 46 | 58 | -12 |
| 15. | Defensores de Belgrano      | 32  | 40 | 12 | 8  | 20 | 41 | 55 | -14 |
| 16. | Barracas Central            | 31  | 40 | 10 | 11 | 19 | 35 | 53 | -18 |
| 17. | Sportivo Buenos Aires       | 30  | 40 | 10 | 10 | 20 | 42 | 64 | -22 |
| 18. | Lanús                       | 28  | 40 | 10 | 8  | 22 | 47 | 69 | -22 |
| 19. | Estudiantes Buenos Aires    | 27  | 40 | 10 | 7  | 23 | 35 | 61 | -26 |
| 20. | Palermo                     | 21  | 40 | 7  | 7  | 26 | 40 | 85 | -45 |
| 20. | Quilmes                     | 21  | 40 | 8  | 5  | 27 | 25 | 82 | -57 |

## Premiação
| Campeonato Argentino de Futebol de 1922 (AAmF) |
| ---------------------------------------------- |
| Independiente Campeão (1° título)              |

## Goleador
| Jogador   | Jogador       | Gols | Equipe        |
| --------- | ------------- | ---- | ------------- |
| Argentina | Manuel Seoane | 55   | Independiente |

## Bibliografía
- Estévez, Diego (2010). 38 Campeones del fútbol argentino 1891-2010. [S.l.]: Ediciones Continente. ISBN 978-950-754-301-2